# Sabine Berg (Schauspielerin)
Sabine Berg (Anm) (* 13. Januar 1958 in Basel) ist eine deutsche Schauspielerin.

## Leben

### Ausbildung und Theater
Sabine Berg, in der Schweiz geboren, absolvierte ihr Schauspielstudium von 1980 bis 1983 an der Folkwang Hochschule für Darstellende Künste in Essen.
Anschließend arbeitete sie im deutschsprachigen Raum hauptsächlich als Theaterschauspielerin. Sie hatte erste Gastengagements am Deutschen Schauspielhaus/Kampnagel (1985), am Thalia Theater in Hamburg (1985; als Kammerzofe Sophie in Kabale und Liebe, Regie: Peter Striebeck) und am Schauspielhaus Zürich (1986–1987; als Pegeens Freundin in Der Held der westlichen Welt, Regie: Christoph Marthaler/Urs Schaub).
Von 1988 bis 1995 war sie festes Ensemblemitglied am Düsseldorfer Schauspielhaus, wo sie zahlreiche Rollen der klassischen und modernen Theaterliteratur spielte. Sie arbeitete dort mit Regisseuren wie Herbert König, Wilfried Minks, David Mouchtar-Samorai, Werner Schroeter, Wolf Seesemann, Wolf-Dietrich Sprenger, B. K. Tragelehn, Friederike Vielstich und Gábor Zsámbéki zusammen.
Zu ihren Bühnenrollen während des Düsseldorfer Engagements gehörten u. a. Manola in Dona Rosita bleibt ledig von Federico García Lorca (1988; Regie: W. Schroeter), Marie in Katzelmacher (1990; Regie: W. Schroeter), Tonka in Jagdszenen aus Niederbayern (1991; Regie: W. Seesemann), Christine in Liebelei (1991; Regie: Fr. Vielstich), die Titelrolle in Penthesilea (1992; Regie: H. König), Sonja in Onkel Wanja (1992; Regie: W.-D. Sprenger), Braut in Ein Traumspiel (1993; Regie: D. Mouchtar-Samorai), Luise in Kabale und Liebe (1993; Regie: Fr. Vielstich) und Ingrid in Peer Gynt (1994; Regie: D. Mouchtar-Samorai).
In der Spielzeit 1996/97 gastierte sie am Schauspielhaus Zürich als Natascha in Drei Schwestern (Regie: Dieter Giesing). In der Spielzeit 1997/98 hatte sie ein Gastengagement an der Schaubühne am Lehniner Platz in Berlin, wo sie, erneut unter Giesings Regie, die Frau Palm in einer Bühnenfassung von Ingmar Bergmans Film Szenen einer Ehe verkörperte. In der Spielzeit 2000/01 war sie erneut am Schauspielhaus Zürich zu Gast, als Dora in Marija von Isaak Babel (Regie: D. Giesing).

### Film und Fernsehen
Sie wirkte auch in mittlerweile fast 50 Kino- und Fernsehproduktionen mit. Ihre Kinoarbeiten beinhalteten Produktionen des deutschen und des Schweizer Kinos. Sie spielte u. a. unter der Regie von Michael Verhoeven, Tomy Wigand, Angelina Maccarone, Vanessa Jopp und Wolfgang Panzer.
Für den Kinofilm A Wopbobaloobop a Lopbamboom (1989) von Andy Bausch, in dem sie an der Seite von Nikolas Lansky spielte, wurde Sabine Berg für den Europäischen Filmpreis als „Beste Nebendarstellerin“ nominiert. 1991 verkörperte sie in dem Kinoerfolg Manta Manta die Rolle der Radioreporterin Florentine. Im Kinofilm Engel & Joe (2001) spielte sie Meret, die überforderte Mutter der weiblichen Hauptfigur, der 15-jährigen Johanna („Joe“). In dem Kinofilm Tausend Ozeane (2008), stellte sie, an der Seite von Max Riemelt, die Rettungsärztin Nina Neureuther dar. In der schweizerisch-deutschen Kinoproduktion Der grosse Kater (2010) spielte sie Königin Sophia von Spanien.
Im Wilsberg-Krimi Der Minister und das Mädchen (Erstausstrahlung: Februar 2004), spielte sie Mechthild Kerstenbrock, die Privatdetektiv Georg Wilsberg damit beauftragt herauszufinden, ob ein Vorwurf gegen ihren Mann (Peter Prager), der sich gerade im kommunalen Wahlkampf befindet, der Wahrheit entspricht. Im Tatort: Erntedank e. V. (Erstausstrahlung: März 2008), hatte sie eine Nebenrolle als tatverdächtige Regina Zacher, deren Ehemann vor vielen Jahren spurlos verschwunden ist.
Außerdem hatte sie Rollen in mehreren Krimireihen und Fernsehserien. In der Fernsehserie In aller Freundschaft – Die jungen Ärzte hatte sie in der Folge Neues Leben (Erstausstrahlung: April 2015) eine Episodenhauptrolle als Grundschullehrerin Renate Grunow, die ehemalige Lehrerin von Assistenzarzt Elias Bähr (Stefan Ruppe), die nach einem Unfall in der Notaufnahme des Klinikums darum bangt, ob sie ihren Arm wieder vollständig bewegen kann. Im Dezember 2017 war Berg in einer Doppelfolge der ZDF-Serie Der Kriminalist als Bardame Hanne Seidel zu sehen; sie verkörperte die leibliche Mutter der Serienhauptfigur Esther Rubens (Anna Blomeier), die in dieser Folge ihren letzten Auftritt hatte.

### Sonstiges
Neben ihrer Tätigkeit als Schauspielerin hat Berg bei mehreren Kinoprojekten am Drehbuch mitgearbeitet und war an der Programmgestaltung des Independent-Verlags „maas media“, Berlin, beteiligt. Sie ist auch als Hörspielsprecherin tätig. Sie ist Mitglied der Europäischen Film Akademie (EFA) und der Deutschen Filmakademie (DFA). Berg lebt in Berlin.

## Filmografie (Auswahl)
- 1985: Grottenolm (Kinofilm)
- 1987: Gegen die Regel (Fernsehfilm)
- 1987: Die Freitreppe (Fernsehfilm)
- 1989: Ein Fall für zwei: Tod im Schlafsack (Fernsehserie, eine Folge)
- 1989: A Wopbopaloobop A Lopbamboom (Kinofilm)
- 1990: Wahre Liebe (Kinofilm, Filmfestival Max-Ophüls-Preis)
- 1991: Manta Manta (Kinofilm)
- 1994: Anwalt Abel: Ihr letzter Wille gilt (Fernsehreihe)
- 1994: Die Männer vom K3: Keine Chance zu gewinnen (Fernsehserie, eine Folge)
- 1995: Doppelter Einsatz: Brisante Geschäfte (Fernsehreihe)
- 1996: Das erste Mal (Fernsehfilm, Filmfestival Max-Ophüls-Preis)
- 1996: Stubbe – Von Fall zu Fall: Stubbe und das Kind (Fernsehreihe)
- 1997: Balkanisateur (Kinofilm)
- 1997: Trügerische Nähe (Fernsehfilm)
- 1997: Stadtklinik: Die Enthüllung (Fernsehserie, eine Folge)
- 1998: Im Namen des Gesetzes: Die Gunst der Stunde (Fernsehserie, eine Folge)
- 2001: Engel & Joe (Kinofilm)
- 2002: Berlin, Berlin (2 Serienfolgen)
- 2003: Little Girl Blue (Kinofilm)
- 2004: Wilsberg: Der Minister und das Mädchen (Fernsehreihe)
- 2005: Abschnitt 40: Sicherstellung (Fernsehserie, eine Folge)
- 2008: Tatort: Erntedank e. V. (Fernsehreihe)
- 2008: Das Geheimnis von Murk (Kinofilm)
- 2008: Tausend Ozeane (Kinofilm)
- 2009: Die Tür (Kinofilm)
- 2010: Der grosse Kater (Kinofilm)
- 2010: Stationspiraten (Kinofilm)
- 2015: Der Bestatter: Der Fremde im Sarg (Fernsehserie, eine Folge)
- 2015: In aller Freundschaft – Die jungen Ärzte: Neues Leben (Fernsehserie, eine Folge)
- 2017: Der Kriminalist: Esthers Geheimnis (Fernsehserie, Doppelfolge)